# Dreiborn (Schleiden)

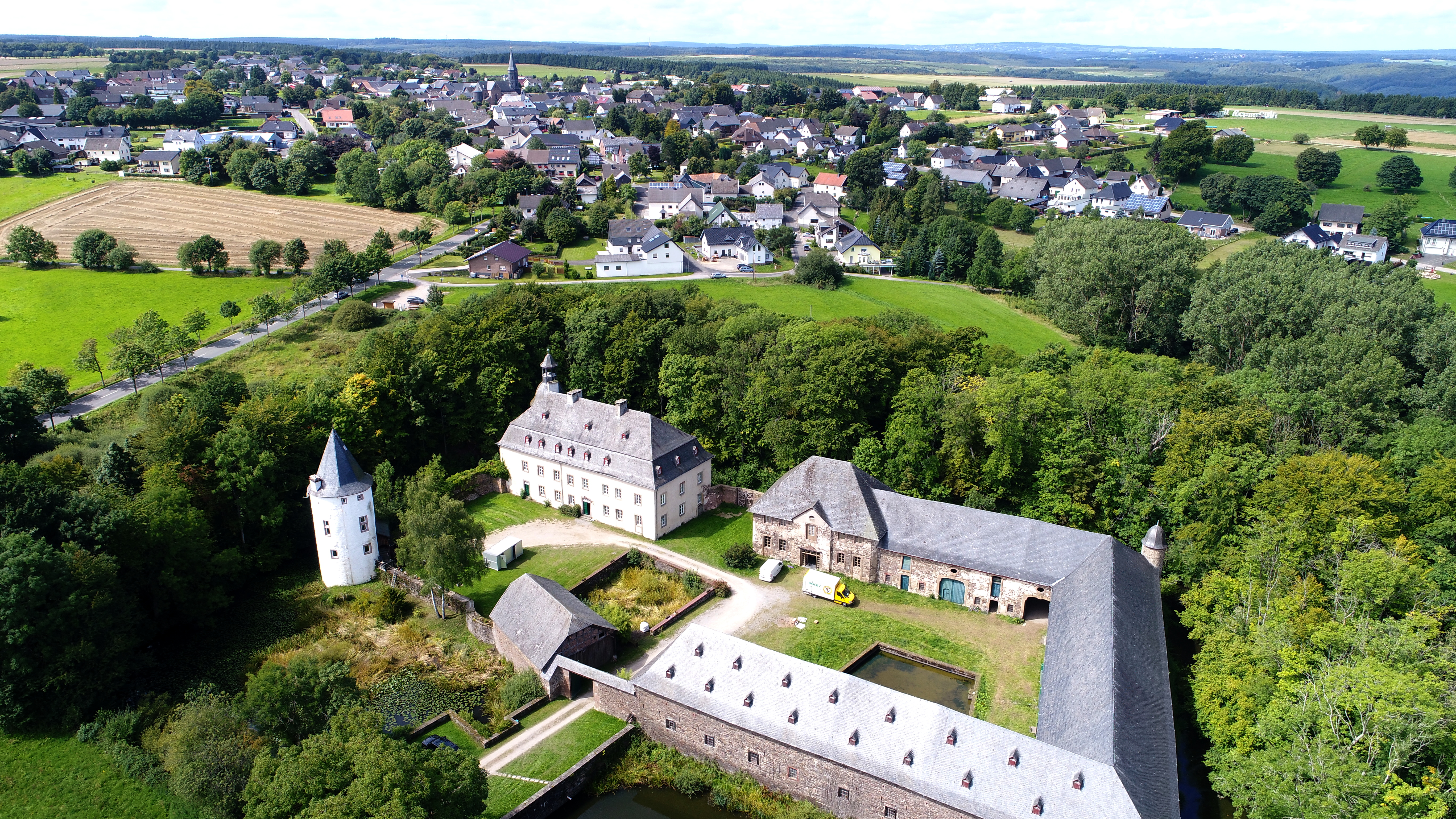
Burg Dreiborn und Dreiborn (2017)

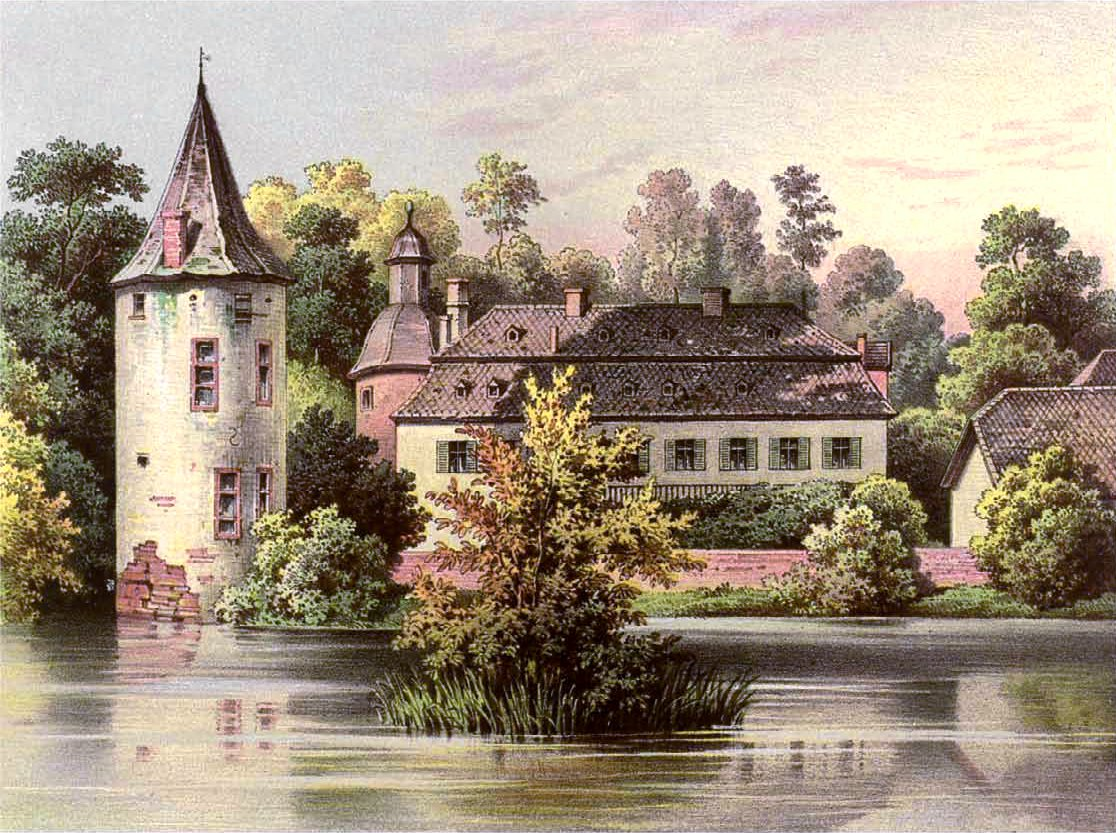
Burg Dreiborn um 1860, Sammlung Alexander Duncker

Der Eifelort Dreiborn, gelegen in der gleichnamigen Gemarkung, ist ein Stadtteil, der etwa 6 km im Westen von Schleiden liegt, im nordrhein-westfälischen Kreis Euskirchen, am Nationalpark Eifel.

## Geographische Lage
Dreiborn liegt in der Rureifel zentral auf der Dreiborner Hochfläche auf 563 m.ü.NHN.

## Geschichte
1334 wurde das Schloss „Troys Fontainez“ (= Drei Quellen, also Drei Born) erstmals erwähnt. Graf Wilhelm V. von Jülich nahm es damals von König Johann von Böhmen aus dem Hause Luxemburg zu Lehen. Die Jülicher scheinen die Unterherrschaft Dreiborn von den Edelherren von Hengebach (=Heimbach) geerbt zu haben.
Zur Herrschaft gehörten neben dem Schloss große Teile der Dörfer Dreiborn und Morsbach sowie Malsbenden, Gemünd und Mauel (jeweils links der Urft) und Berescheid, Ettelscheid, Scheuren, Dieffenbach, Nierfeld, Herhahn sowie der Pfarrort Olef.
„Unterherrschaften“ waren eine Eigentümlichkeit des Herzogtums Jülich. Anders als die Jülicher Ämter waren sie relativ unabhängig. Nach verschiedenen Adelsfamilien (unter Rabolt von Plettenberg 1531 Gründung einer Eisenhütte in Olef) übernahm 1585 das Geschlecht von Harff in Dreiborn die Herrschaft, die es bis 1794 behielt. Zu beträchtlichem Wohlstand gelangt, wie Roidkins prächtige Schlossbilder zeigen, und 1650 in den Freiherrnstand erhoben, hatten die von Harff ihre Grablege in der Olefer Pfarrkirche St. Johannes Baptista.
Von 1794 bis 1815 hatten die Franzosen das gesamte linke Rheinufer besetzt. Dreiborn gehörte in dieser Zeit zum französischen Departement Rur. Danach wurde es preußisch. Von 1816 bis 1971 war der Ort eine eigenständige Gemeinde im 1972 aufgelösten Kreis Schleiden. Am 1. Januar 1972 wurde der überwiegende Teil der Gemeinde Dreiborn in die Stadt Schleiden eingemeindet. Der letzte Bürgermeister der Gemeinde Dreiborn war Hubert Heinen. Die Ortsteile Einruhr und Hirschrott wurden nach Simmerath in der Städteregion Aachen umgegliedert.

## Ortsstruktur
Der Ort verfügt über die Kirche St. Georg, einen Kindergarten, eine Grundschule mit Turnhalle, ein Feuerwehrhaus, einen Sportplatz mit Mehrzweckgebäude, ein Café, eine Gaststätte und ein Jugendheim. Am Ostrand des Ortes liegt die Burg Dreiborn – auch Wasserschloss Dreiborn genannt.

## Mundart
In Dreiborn wird Eifeler Platt gesprochen. Es enthält einige speziell in Dreiborn zu findende Wörter (z. B. bääht = fertig, kaputt, erschöpft; jartz/jachz = bitter; Quespel = Handfeger; verlaade = sehr beschäftigt; luertz = links; Pööp = Kopftuch; bestaade = heiraten). Dreiborn selbst wird im Dreiborner Platt Drommer genannt.

## Verkehr
Die nächsten Bundesstraßen sind die B 266 und die B 258. Die nächsten Autobahnanbindungen die A 1 in Nettersheim und Euskirchen Wißkirchen sowie zur A 4 die Anschlussstelle Aachen Lichtenbusch.
Seit der ehemaligen Nutzung der Dreiborner Hochfläche als Truppenübungsplatz verläuft westlich von Dreiborn in einem schmalen Waldstück eine mit Betonplatten ausgebaute Panzerstraße. Nach Schließung des Truppenübungsplatzes gab es Pläne, die Trasse eine Ortsumgehung zu nutzen. Aus Rücksicht auf den Nationalpark und wegen des geringen Bedarfs wurde diese Planung 2011 gestoppt.
Der Ort liegt im Verbundraum des Verkehrsverbundes Rhein-Sieg (VRS) und wird von der Buslinie 831 des Regionalverkehr Köln (RVK) bedient, wobei ein Großteil der Fahrten als MiKE (TaxiBus) (nur auf telefonische Voranmeldung) durchgeführt wird. Seit dem 1. Januar 2024 entfällt der Zuschlag. Darüber hinaus verkehrt morgens eine Fahrt im Schülerverkehr der Linie 836 von Schöneseiffen über Dreiborn und Herhahn nach Schleiden. An Sonn- und Feiertagen von April bis Oktober verkehrt eine Fahrt der Linie 815 als Fahrradbus von Kall nach Monschau und zurück.
| Linie | Verlauf |
| ----- | --- |
| 815   | Wald-Linie (Fahrradbus mit Anhänger, nur sonn- und feiertags von April bis Oktober): Kall Bf – Kall Gemünder Str – Anstois – Gemünd – Herhahn – Dreiborn – Wahlerscheid – Höfen – Monschau |
| 831   | MiKE (außer im Schülerverkehr Gemünd – Dreiborn): Gemünd – (Herhahn –) Morsbach – Dreiborn – Berescheid – Ettelscheid – Scheuren – Schleiden                                               |
| 836   | MiKE (außer im Schülerverkehr): (Hellenthal –) Schöneseiffen – Harperscheid – Bronsfeld – Schleiden                                                                                        |

## Natur und Naherholung
Touristisch interessant sind die Höhenlage mit weitem Fernblick, der Nationalpark Eifel, die Dreiborner Hochfläche, die Nähe zur Olef- und Urfttalsperre, die Vielzahl der markierten Wander- und Radwege und die Anbindung an das ÖPNV-Netz des VRS.
Etwas Besonderes ist die Ginsterblüte im Mai bis Juni auf weiten Teilen der offenen Hochfläche am Nationalpark.

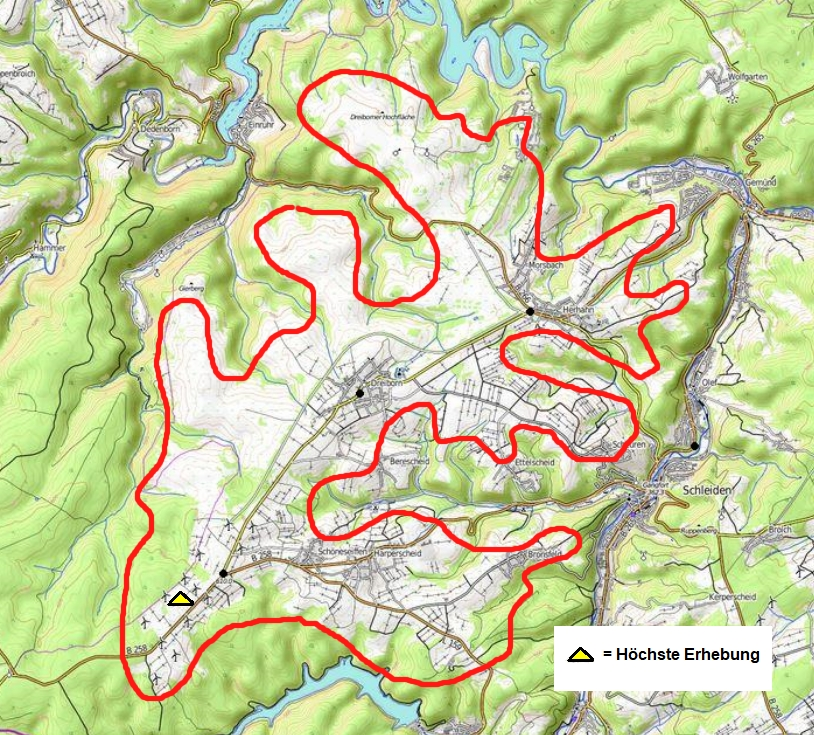
Dreiborner Hochfläche
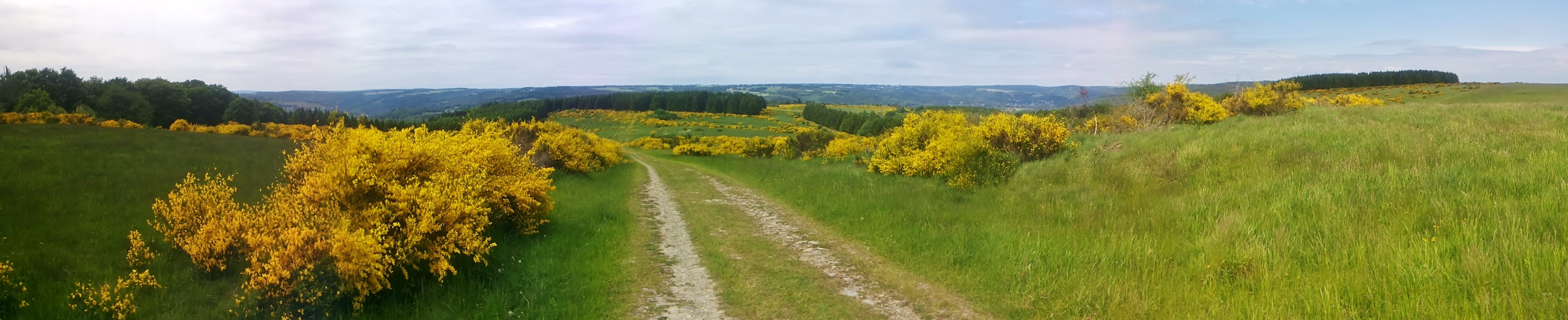
Panorama mit Fernblick nach Kesternich
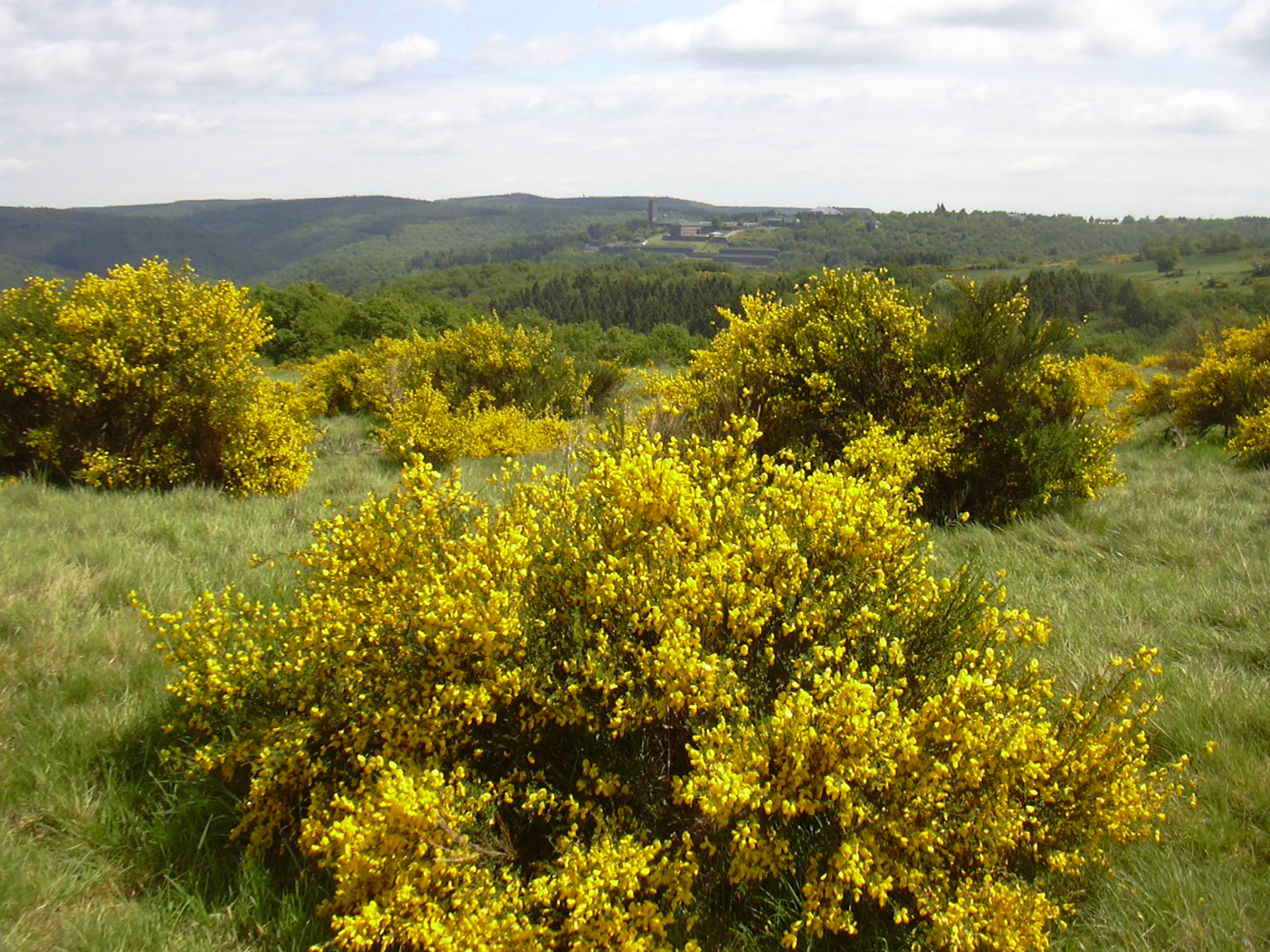
Blick auf die ehemalige NS-Ordensburg Vogelsang mit „Eifelgold“ (Ginsterblüte)
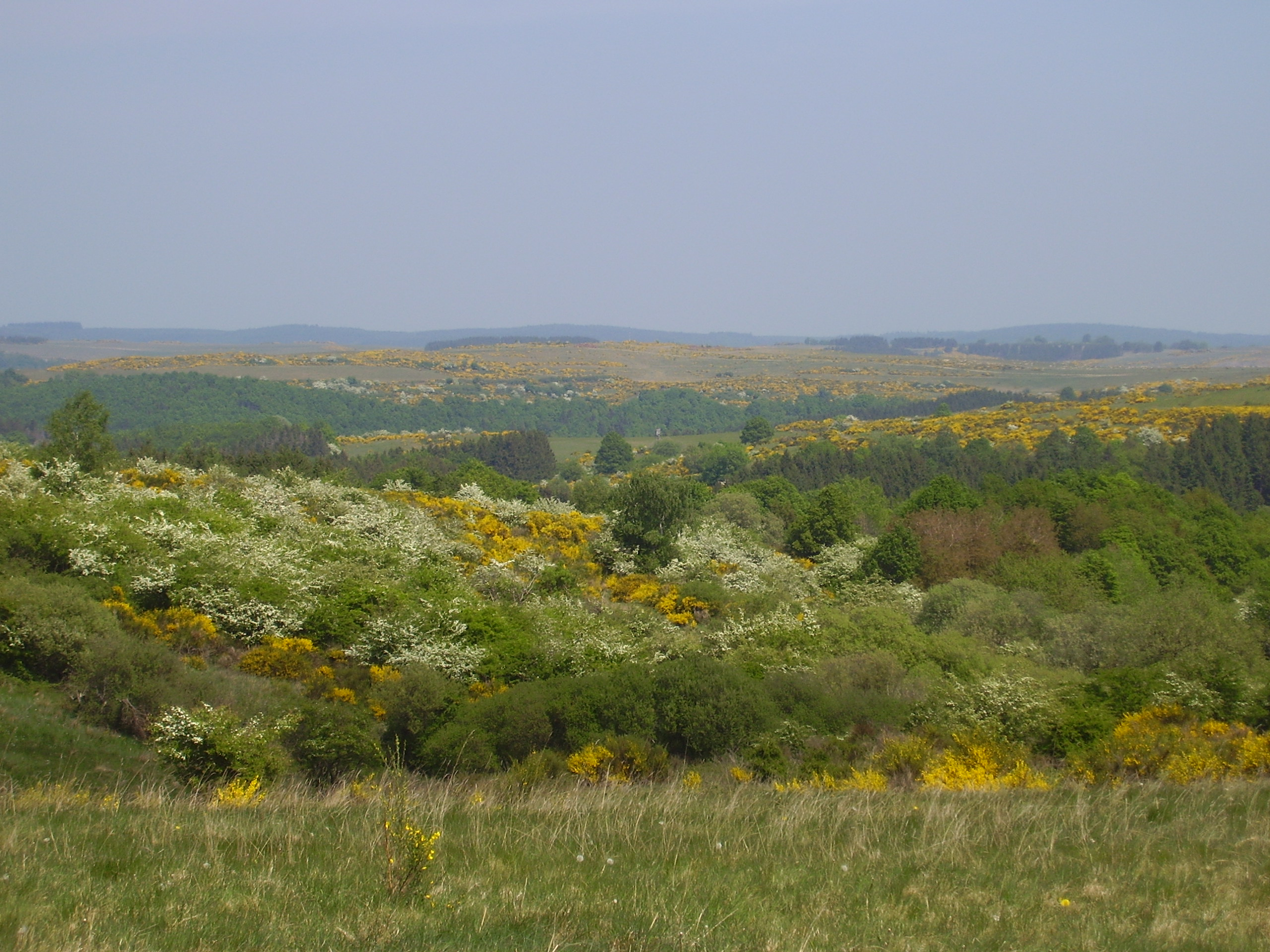
Die weitläufige Dreiborner Hochfläche im Mai
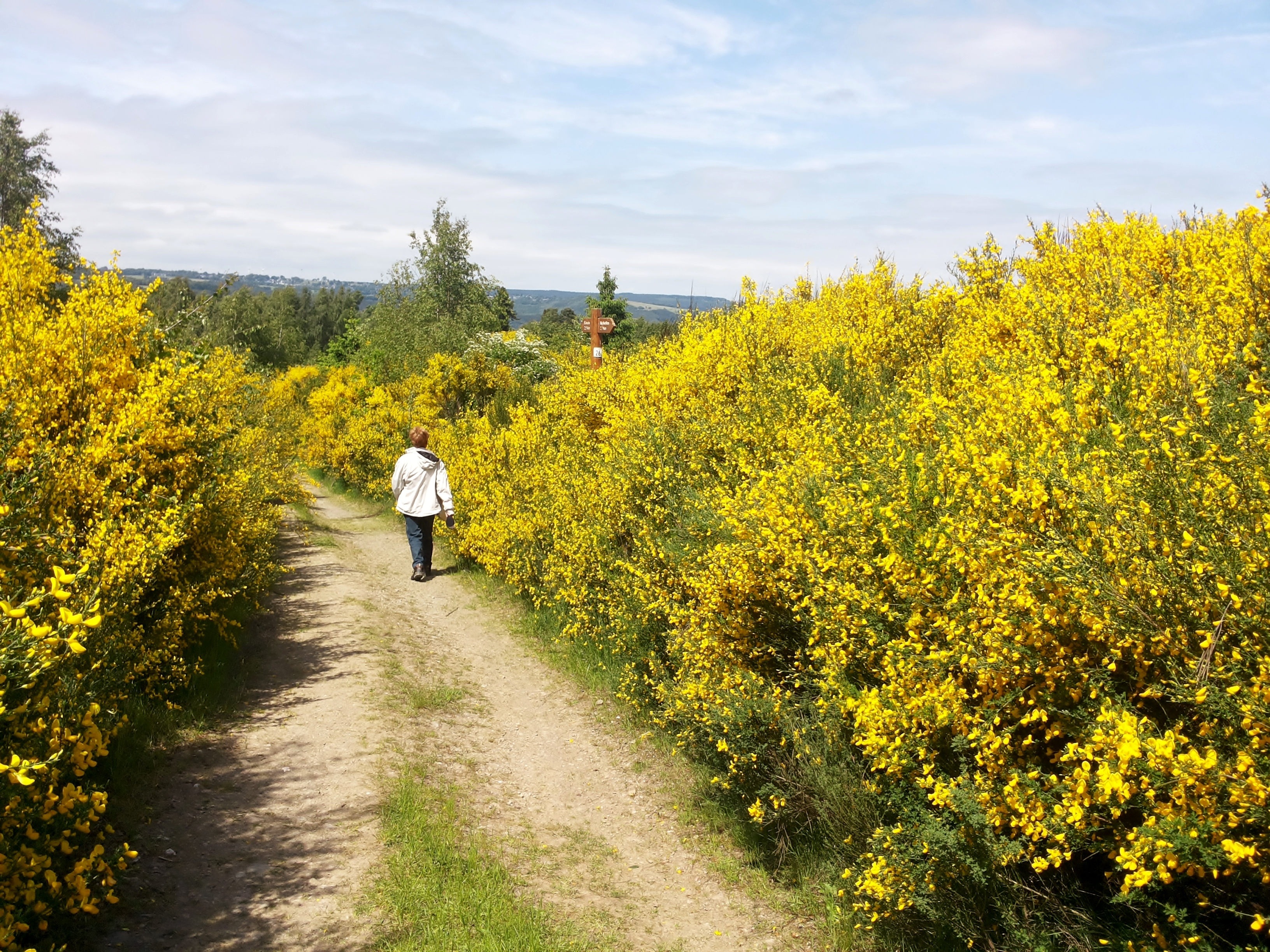
Übermannshohe Ginstergasse

## Persönlichkeiten
- Anna Maria von Schürmann (1607–1678), Universalgelehrte
- Clemens August von der Wenge (1740–1818), Erbvogt, Erbgerichtsherr, General der münsterschen Truppen
- Bernhard Josef Hilgers (1803–1874), Theologe[8]
- Michael Ulrich Dardenne (1924–2001), Augenarzt
- Bruno Ix (1936–2017), Theologe und Pfarrer
- Sonja Steffen (* 1963), Politikerin
- Noah Katterbach (* 2001), Fußballspieler